# Comuna Komîșuvate, Novoukraiinka
Komîșuvate (în ucraineană Комишувате) este o comună în raionul Novoukraiinka, regiunea Kirovohrad, Ucraina, formată din satele Dîceskulove, Komîșuvate (reședința), Sofiivka și Vodeane.

## Demografie
Componența lingvistică a comunei Komîșuvate
     Ucraineană (96,54%)
     Rusă (2,58%)
     Alte limbi (0,89%)
Conform recensământului din 2001, majoritatea populației comunei Komîșuvate era vorbitoare de ucraineană (96,54%), existând în minoritate și vorbitori de rusă (2,58%).